# Cambrai Volley 2020-2021
Questa voce raccoglie le informazioni riguardanti il Cambrai Volley nelle competizioni ufficiali della stagione 2020-2021.

## Organigramma societario
Area direttiva
- Presidente: Jean-Michel Machut

Area tecnica
- Allenatore: Gabriel Denys

## Rosa
| N° | Nome             | Ruolo | Data di nascita  | Nazionalità sportiva |
| -- | ---------------- | ----- | ---------------- | -------------------- |
| 1  | Philipp Kroiss   | L     | 2 marzo 1988     | Austria              |
| 2  | Yannick Bazin    | P     | 18 giugno 1983   | Francia              |
| 3  | Liván Osoria     | C     | 5 febbraio 1994  | Cuba                 |
| 4  | Boris Takaniko   | P     | 20 agosto 1992   | Francia              |
| 5  | Mathias Pire     | S     | 2 settembre 1998 | Francia              |
| 6  | Yago de Oliveira | S     | 4 marzo 1998     | Brasile              |
| 7  | Paul Villard     | S     | 22 febbraio 1992 | Francia              |
| 9  | Gonzalo Quiroga  | S     | 25 febbraio 1993 | Argentina            |
| 10 | Michael Marshman | C     | 27 luglio 1994   | Stati Uniti          |
| 11 | Tinaël Pepin     | S     | 29 marzo 2000    | Francia              |
| 12 | Daniel Cagliari  | O     | 8 ottobre 1998   | Brasile              |
| 17 | Ivan Ječmenica   | C     | 17 marzo 1990    | Montenegro           |